# John Evans (5e baron Carbery)
Pour les articles homonymes, voir John Evans et Evans.
John Evans, 5e baron Carbery (1738 - 4 mars 1807), est un pair irlandais.

## Biographie
Il est le deuxième fils de George Evans (2e baron Carbery) et son épouse Frances. Il épouse Emilia Crowe (décédée le 6 janvier 1806) le 15 avril 1759; elle est sa cousine germaine, la fille de la tante Emilia de son père. Ils ont quatre enfants:
- Emily Frances Evans (7 décembre 1759 - 1771)
- John William Evans (31 mars 1763- 31 décembre 1804), enseigne dans le 52e régiment d'infanterie le 27 juin 1780. Il est promu au grade de lieutenant en 1781. En 1791, le lieutenant Evans dirige les enfants perdus de la partie d'assaut qui prend Bangalore [3]. Promu capitaine en 1792, il est probablement avec le régiment lorsqu'il débarque à Negombo pour occuper Ceylan. Le 23 juillet 1799, il passe au 19e Régiment de fantassins. Il est promu major le 1er janvier 1800. En avril 1802, il est nommé commandant à Calpentyn, mais il est détaché en 1803 pour rejoindre Hay MacDowall pour l'attaque sur Kandy. Evans dirige l'avant-garde qui entre dans la ville après son abandon par Sri Vikrama Rajasinha. De retour à Calpentyn, il est nommé commandant de Mannar le 8 octobre 1803. En mars 1804, il prend le commandement à Arippu en l'absence du major Beaver et, en octobre, il passe de Mannar à la côte de Ceylan pendant trois mois. Il est mort à Jaffna le 31 décembre, probablement en retournant à Mannar [4],[5].
- Frances Dorothea Evans (3 juillet 1764 -?), Mariée à William Preston en 1789
- Maria Juliana Evans (29 septembre 1769 - juin 1847), mariée à Thomas Barry de Leigh's Brook, Meath, 12 février 1796[1]

Il meurt le 4 mars 1807, sans descendant masculin survivant et est remplacé par son cousin germain, John Evans-Freke (6e baron Carbery), 2e baronnet.